# Tomoxia similaris
Tomoxia similaris es una especie de coleóptero de la familia Mordellidae.

## Distribución geográfica
Habita en Japón.